# Marie Thérèse Françoise Boisselet
Marie Thérèse Françoise Boisselet (* 1731; † 1800 in Paris) war eine Mätresse des französischen Königs Ludwig XV. Aus der Beziehung mit dem König ging ein Sohn hervor: Charles Louis Cadet de Gassicourt (1769–1821).
Boisselet wurde als Tochter von Pierre Sulpice Boisselet und Marie Thérèse Carouailles geboren. Ihr Vater war ein Angestellter des königlichen Küchenpersonals und trug den Titel „Contrôleur de la Bouche du Roi et chef du gobelet de Mme la Dauphine“. Boisselet wurde als Schönheit beschrieben, und sie willigte ein, die Geliebte des Königs zu werden. Es handelte sich nicht um eine offizielle Affäre, sondern sie wurde als „petite maîtresse“ (inoffizielle Mätresse) des Königs in Parc-aux-Cerfs angeworben.
1771 heiratete sie in Paris den Apotheker Louis Claude Cadet de Gassicourt (1731–1799), der ihren Sohn adoptierte. Ludwig XV. begünstigte die Karriere von Cadet de Gassicourt in der Königlichen Akademie aufgrund seiner Ehe mit seiner ehemaligen Geliebte.